# Pierre Succar
Pierre Succar (arab. ‏بيار سكر‎; ur. 15 czerwca 1960 w Baszarri) – libański narciarz alpejski, uczestnik Zimowych Igrzysk Olimpijskich 1988 w Calgary.
Succar startował na Zimowych Igrzyskach Olimpijskich 1988, lecz w obu konkurencjach został zdyskwalifikowany.
Succar nigdy nie startował na mistrzostwach świata.
Succar nigdy nie wystartował w zawodach Pucharu Świata.

## Osiągnięcia

### Zimowe igrzyska olimpijskie
| Igrzyska     | Konkurencja | Czas | Wynik | Zwycięzca     |
| ------------ | ----------- | ---- | ----- | ------------- |
| Calgary 1988 | Gigant      | -    | DSQ   | Alberto Tomba |
| Calgary 1988 | Slalom      | -    | DSQ   | Alberto Tomba |